# Azart
Azart is een Nederlands schip dat gebruikt wordt als theater en is tevens de naam van een theatergezelschap.

## Het schip
De Azart is een logger die in 1916 als zeilschip van de werf afrolde en tot 1971 dienstdeed als vissersschip voor het vangen van haring. Het schip was de laatste vleetlogger die deel uitmaakte van de Nederlandse vissersvloot.
In 1929 werd de eerste motor in het schip ingebouwd met een vermogen van 100 pk, tevens werd een kleine brug gebouwd. In 1940 werd het schip door de Duitsers in beslag genomen en functioneerde het als patrouilleboot. De oude motor werd vervangen door een nieuwere van 180 pk en op het dek werden kanonnen aangebracht. Na de oorlog werd het schip verlengd en in 1967 werd de huidige motor van 220 pk ingebouwd. 

## Het theatergezelschap
Het schip werd in 1987 aangekocht door de culturele stichting Azart, onder leiding van August Dirks, die het vanaf 1989 gebruikt als basis voor de activiteiten van een klein kunstenaarsgezelschap.
In 1992 kreeg de Azart de bijnaam Ship of Fools en begon het met een reeks tochten langs Europese havens. Het gezelschap van de Azart trad met haar rondreizende muziektheater op in vele landen. Tussen 1989 en 2008 werden er in 19 landen en meer dan 120 steden meer dan achthonderd voorstellingen gegeven. August Dirks vervult daarbij de rol van kapitein, acteur, regisseur en organisator.
Het idee van de Ship of Fools is gebaseerd op het middeleeuwse komische theater, een thema waar het gezelschap herhaaldelijk op teruggrijpt. Het gezelschap bestaat uit acteurs uit verschillende landen. In 1999 kreeg de Azart subsidie uit het Prins Bernhard Cultuurfonds. 
Het schip had jarenlang als vaste basis het KNSM-eiland te Amsterdam. Het vervulde een dusdanig belangrijke sociale rol dat men in 1994 besloot om de plaats waar het schip meestal lag aangemeerd het Azartplein te noemen. 
Door een noodlottige vergissing bij het ankeren is er een stroomkabel van de energiemaatschappij NUON beschadigd, waardoor is geprobeerd een torenhoog schadebedrag te verhalen op Dirks, waardoor het voortbestaan van het gezelschap ernstig werd bedreigd.
In 2008 voer het schip naar Griekenland waarbij het gezelschap zich liet inspireren door de Griekse blijspeldichter Aristophanes.
In augustus 2015 is het schip teruggekeerd in Amsterdam, waar het een (tijdelijke) ligplaats kreeg aan de rand van het NDSM-terrein in Amsterdam-Noord.
In 2021 werd het schip in Ecuador op het strand achtergelaten in een dorp bij de stad Manta. Het fungeert daar nu als een cultureel centrum, een publiekstrekker langs de boulevard.